# Oslo Spektrum
L'Oslo Spektrum è un'arena polifunzionale coperta, situata nella parte orientale di Oslo, in Norvegia.
Sorge nel centro di Oslo, accanto alla stazione centrale, ed è servito dalla stazione metropolitana Jernbanetorget. Inaugurato nel dicembre del 1990 e gestito da Norges Varemesse, ospita eventi musicali e di spettacolo quali la cerimonia di consegna dei Premi Nobel e vari concerti.

## Storia e progetto
Il progetto dello Spektrum faceva parte di una riqualificazione su larga scala di un'antica zona industriale di Oslo, il Grønland/Vaterland. Progettato dallo studio LPO Arkitektkontor AS, prevedeva pareti esterne di ceramica decorate con piastrelle di ceramica contenenti frammenti di stampe dell'artista Rolf Nesch. La decorazione fu supervisionata dal pittore Guttorm Guttormsgaard e dal ceramista Søren Ubisch.
Lo Spektrum fu concepito come un'arena polifunzionale, anche se inizialmente era destinato soprattutto alle partite di hockey su ghiaccio dei Vålerenga Ishockey e dei Furuset Ishockey. La soluzione non si rivelò redditizia e si preferì quindi orientarsi maggiormente su altri utilizzi.
La struttura fu inaugurata nel dicembre 1990. Una volta completato, lo Spektrum era la più grande arena coperta della Norvegia, con una capacità di 9 700 spettatori per i concerti e di 6 500 durante gli eventi sportivi. Da allora è stato più volte ampliato, ma ha perso il primato della capienza, passato alla Vallhall Arena (13 000 posti per i concerti e 4 000 per gli eventi sportivi) e alla Telenor Arena (25 000 e 15 000).
Nel 2004 fu premiato dal Comune di Oslo come esempio di architettura di rilievo.
Nel giugno 2017 è stato annunciato un profondo rinnovamento dell'edificio e un'espansione per un costo pari a un milione di corone norvegesi. Fu prevista alnche la costruzione di un nuovo centro congressi da 3 000 posti a sedere, per un totale di 20 000 metri quadrati. I lavori dovrebbero iniziare nell'estate del 2019 e concludersi nel 2023.
Oggi la sala concerti può contenere 10 000 persone; con i lavori di ampliamento sarà dotata di altri 1 700 posti.

## Uso
Lo Spektrum ospita circa 100 eventi all'anno, con circa 400 000 visitatori.
Lo Spektrum di Oslo è conosciuto per aver ospitato grandi eventi, come il concerto per il Premio Nobel per la Pace, la XLI edizione dell'Eurovision Song Contest (nel 1996), le varie edizioni del Melodi Grand Prix Junior e concerti di artisti di fama nazionale ed internazionale, come Whitney Houston, Diana Ross, Britney Spears, Anastacia, Lady Gaga e Chris Brown.
Vi si sono esibiti: Toto, Whitney Houston, Tina Turner, Cher, Oasis, Mariah Carey, Diana Ross, Britney Spears, Kylie Minogue, Janet Jackson, Shania Twain, Westlife, Selena Gomez, Christina Aguilera, Anastacia, Spice Girls, Lady Gaga, Michael Bublé, Lana Del Rey, Muse, Rammstein, a-ha, Red Hot Chili Peppers, Snoop Dogg, Ariana Grande e Marcus & Martinus.